# حدوة الحصان المهملة
حدوة الحصان المهملة (باللاتينية: Hippocrepis neglecta) نوع نباتي يتبع جنس حدوة الحصان من الفصيلة البقولية.

## الموئل والانتشار
ينتشر هذا النوع في جبال الأطلس في المغرب العربي.